# 特尔河畔罗达
特尔河畔罗达，是西班牙加泰罗尼亚巴塞罗那省的一个市镇。总面积2平方公里，总人口6133人（2013年），人口密度2788人/平方公里。